# Ai no Gakko Cuore Monogatari
История сердца: школа любви (яп. 愛の学校クオレ物語 Ай но Гакко: Куорэ Моногатари) — аниме-сериал, созданный студией Nippon Animation по мотивам романа «Записки школьника» Эдмондо де Ачимиса.

## Сюжет
Действие сюжета происходит в XIX веке в Италии. События в аниме основаны на дневнике Энрико Боттини.
Мальчики раннего подросткового возраста, невинные и восприимчивые, встречают доброго учителя. Он рассказывает им разнообразные сердечные истории, которые ребята воспринимают должным образом. Пережив как тяжёлые времена, так и радостные дни вместе со своими друзьями и семьями, они признают, что самое главное в жизни — любить других.

## Персонажи
Энрико Боттини
Сэйю: Тосико Фудзита
Нино Боттини
Сэйю: Кацуэ Мива
Альберто Боттини
Сэйю: Хидэкацу Сибата
Сильвия Боттини
Сэйю: Каору Куросу
Адриана Боттини
Сэйю: Сё Сайто
Учитель Пербони
Сэйю: Микио Тэрасима
Эрнесто Деросси
Сэйю: Рэйко Судзуки
Гарроне
Сэйю: Хироко Маруяма
Антонио
Сэйю: Ёко Мацуока
Робертти
Сэйю: Румико Укаи
Коретти
Сэйю: Кадзуэ Комия
Гароффи
Сэйю: Ёсико Ота
Вотини
Сэйю: Кадзуко Сугияма
Прекосси
Сэйю: Кэйко Ёкодзава, Кадзуэ Икура
Кросси
Сэйю: Минори Мацусима
Карло Нобис
Сэйю: Сатоми Мадзима
Франти
Сэйю: Мики Сугихара

## Список серий
1. Commencement day: Enrico and Mr. Belboni
2. Disaster: Heroic Robetti
3. Classmates: Franchi the juvenile delinquent
4. In the attic: Enrico’s secret
5. Boys of Calabria: Transfer student Gracche
6. Best friend Garrone: Face-off with Franche
7. A little chimney sweep: Nino’s new friend
8. A principal’s tears: Boy scouts of Lombardia
9. The king and father & son Colletti: Tearful reunion
10. Antonio the young plasterer: Many faces in front of father
11. Garoffi’s gift: Stamp and church
12. Betti the bullied boy: Parent-teacher day
13. 3000 leagues in search of mother (first half)
14. 3000 leagues in search of mother (second half)
15. Precossi the blacksmith: Small knife of friendship
16. Boy Julio’s secret
17. Stardi’s library: The person who hid the books
18. Summer vacation on the Poe river: Franchi’s disaster
19. Summer in the Alps: Father’s teacher is my teacher
20. A Summer night’s incident: Father’s secret
21. Don’t give up! Charine family circus
22. Only the cross knows: «Father»'s nursing
23. Father’s gift: Mystery of the ink stand!
24. Franchi the juvenile delinquent runs out of school
25. The boy who sacrificed himself: Franchi’s tears
26. Picnic: And goodbye